# Halimodendron halodendron
Halimodendron halodendron là một loài thực vật có hoa trong họ Đậu. Loài này được (Pall.) Voss miêu tả khoa học đầu tiên.

## Hình ảnh

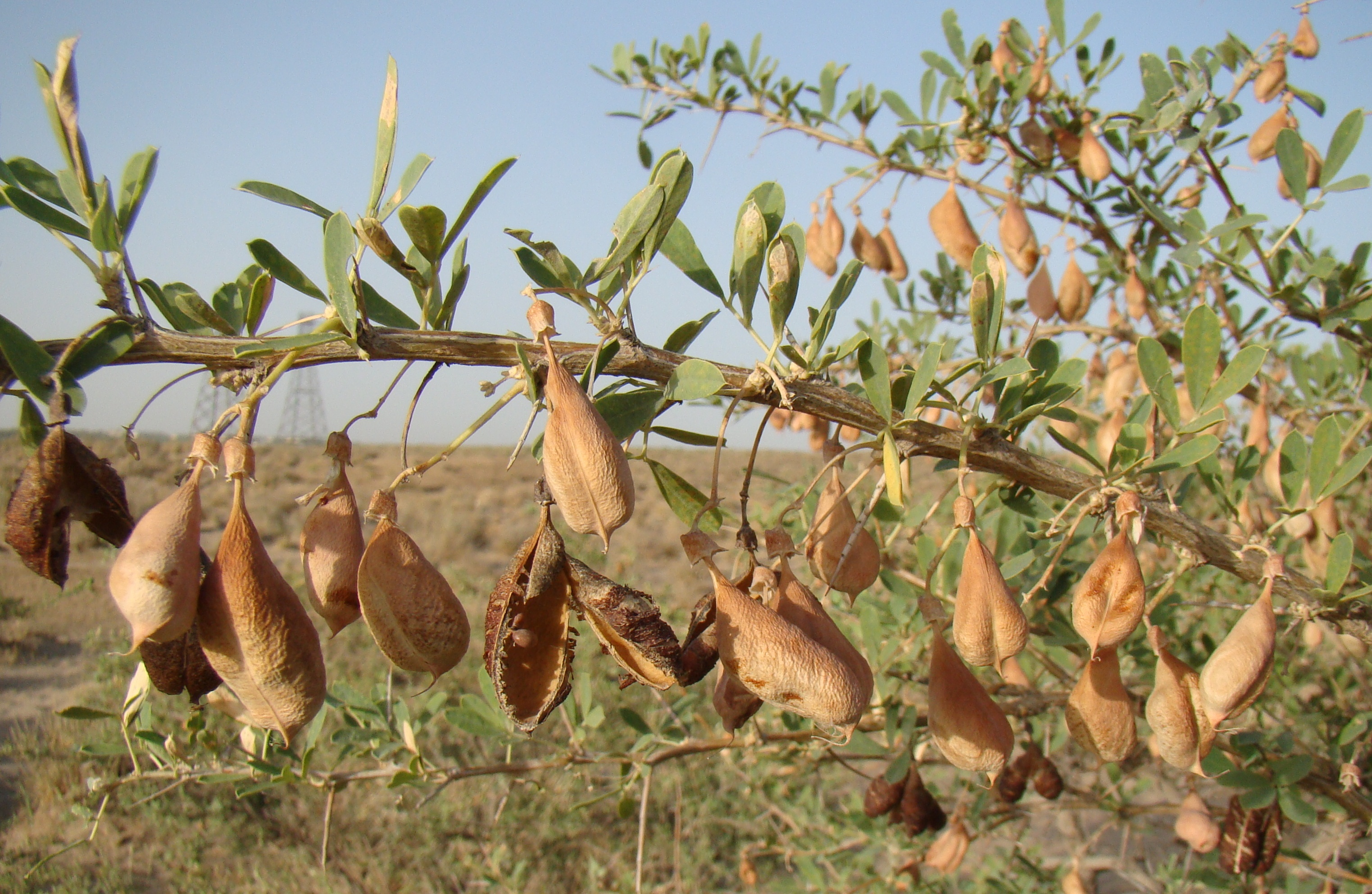
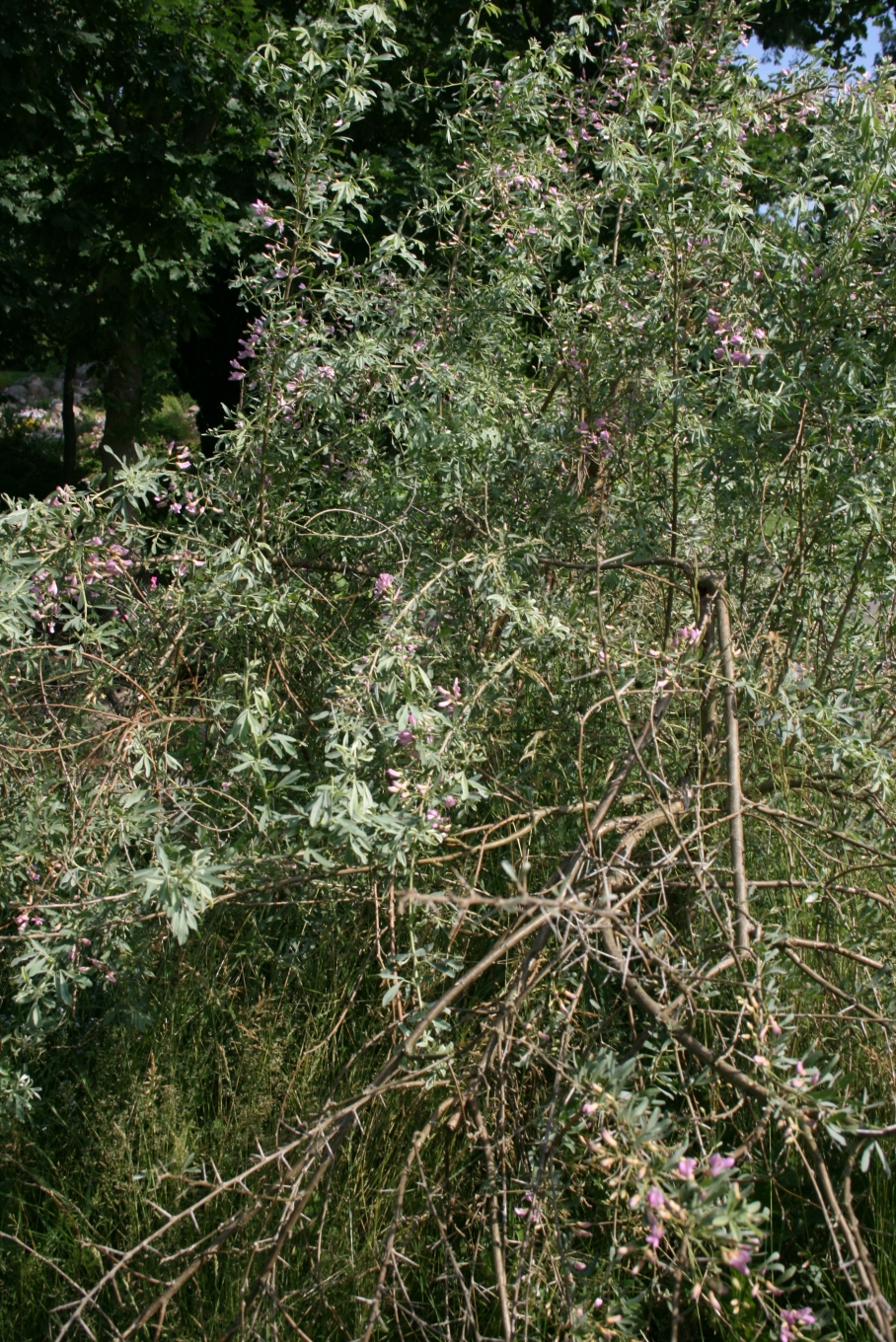